# Eleutherodactylus brittoni
The Grass Coqui hoặc Eleutherodactylus brittoni (tên tiếng Anh: Coqui De Las Hierbas) là một loài ếch trong họ Leptodactylidae. Chúng là loài đặc hữu của Puerto Rico.
Các môi trường sống tự nhiên của chúng là các khu rừng ẩm ướt đất thấp nhiệt đới hoặc cận nhiệt đới, các khu rừng vùng núi ẩm nhiệt đới hoặc cận nhiệt đới, đồng cỏ nhiệt đới hoặc cận nhiệt đới vùng ngập nước hoặc lụt theo mùa, các đồn điền, vườn nông thôn, và các khu rừng trước đây bị suy thoái nặng nề. Loài này đang bị đe dọa do mất môi trường sống.

## Hình ảnh

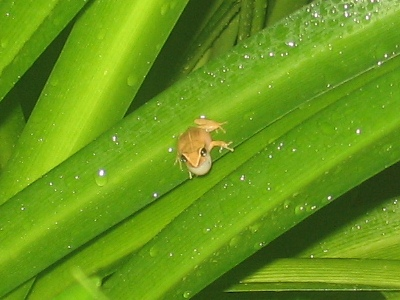